# Croix monolithe de Plourivo
La croix monolithe est située à Plourivo en France.

## Localisation
La croix est située sur la commune de Plourivo,au lieu-dit Lancerf, dans le département des Côtes-d'Armor en région Bretagne.

## Description
Les croix monolithes sont une tradition locale, allant de l'époque mérovingienne au XVIIe siècle, souvent dépourvues d'ornementation ou d'inscription, leur datation est difficile.

## Historique
La croix est inscrite au titre des monuments historiques par arrêté du 5 février 1927.